# Revenge of the Petites
Revenge of the Petites — американский порнографический фильм 2012 года режиссёра Гарри Спаркс. Фильм был снят студией AMKingdom.com, подразделением Amateur Teen Kingdom. Дебютный показ фильма состоялся 24 апреля 2012 года в театре в Вествуде, Калифорния, а на DVD был выпущен 9 мая 2012 года.

## Сюжет
В Revenge of the Petites небольшого роста Мари и её лучшая подруга Скин начинаю обучение в университете. Вскоре они понимают, что университетская жизнь не такая лёгкая как кажется. Из-за издёвок и дразнения высоких и красивых девушек из братства Тета под предводительством Ванессы, Мари и её друзья вступают в сообщество невысоких девушек. Когда издевательства девушек Тета заходят слишком далеко, у Мари и её подруг кончается терпение и они с помощью бывшего члена Теты начинают свою месть.

## В ролях
- Мари Маккрэй в роли Мари
- Ванесса Кейдж в роли Ванессы
- Скин Даймонд в роли Скин
- Дэни Дэниелс в роли Дэни
- Селеста Стар в роли Селесты
- Кассандра Никс в роли Кассандры
- Сатива Верте в роли Сативы
- Хайди Хэнсон в роли Матери Мари
- Виктория Рае Блэк в роли Виктории
- Эшли Джейн в роли Эшли
- Зои Куш в роли Зои
- Кэти Сент Ивс в роли Кэти
- Райли Рид в роли Райли
- Хайден Хокенс в роли Хайден
- Сара Шевон в роли профессора Шевон
- Лейлани Лиэнн в роли Лейлани
- Тиа Сайрус в роли Тиа
- Дженна Джей Росс в роли Дженны
- Тринити Сент Клэр в роли Тринити
- Нина Девон в роли Нины
- Сет Дикенс в роли Сет
- Крис Слатер в роли Криса
- Джеймс Дин в роли профессора Дина
- Тэлон в роли тренера Тэлона

## Скандал вокруг места съёмок
7 и 8 октября 2015 года на канале KNBC был показан репортаж о практике Лос-Анджелесского объединённого школьного округа сдавать в аренду помещения школ для съёмок фильмов. Хотя округ зарабатывает на этом около 2 млн долларов в год, репортаж был сфокусирован на скрытых расходах при этом, таких как влияние на школьников, порча школьного имущества, а также о том, что иногда школы используются для съёмок порнографических фильмов. В репортаже упоминался и фильм Revenge of the Petites, съёмки которого проходили в старшей школе Александра Хамильтона в 2011 году. Руководство школы заявило, что его ввели в заблуждение о жанре фильма, иначе бы они отказали. Они также сообщили, что родители жаловались на проведение съёмок .
После этого репортажа глава школьного округа Рамон Кортинес выпустил заявление, в котором говорилось, что отныне на территории школ округа запрещены съёмки фильмов.

## Награды
- 2012 Urban X Award: Feature Movie of the Year[5]
- 2012 420 Awards: Gold Kush Feature Films (XXX Category)[6]
- 2013 XBIZ Awards: Best Supporting Actress (Скин Даймонд)[7]
- 2013 XBIZ Awards: Best Cinematography (Джинеш Шах)[7]
- 2013 XBIZ Awards: Best Music[7]
- 2013 XBIZ Awards: Marketing Campaign of the Year[7]